# НБА в сезоні 2013–2014
Сезон НБА 2013–2014 був 68-им сезоном в Національній баскетбольній асоціації. Переможцями сезону стали «Сан-Антоніо Сперс», які здолали у фінальній серії «Маямі Гіт».

## Регламент змагання
Участь у сезоні брали 30 команд, розподілених між двома конференціями — Східною і Західною, кожна з яких у свою чергу складалася з трьох дивізіонів.
По ходу регулярного сезону кожна з команд-учасниць провела по 82 гри (по 41 грі на власному майданчику і на виїзді). При цьому з командами свого дивізіону проводилося по чотири гри, із шістьома командами з інших дивізіонів своєї конференції — теж по чотири гри, а з рештою чотирма командами своєї конференції — по три. Нарешті команди з різних конференцій проводили між собою по два матчі.
До раунду плей-оф виходили по вісім найкращих команд кожної з конференцій, причому переможці дивізіонів посідали місця угорі турнірної таблиці конференції, навіть при гірших результатах, ніж у команд з інших дивізіонів, які свої дивізіони не виграли. Плей-оф відбувався за олімпійською системою, за якою найкраща команда кожної конференції починала боротьбу проти команди, яка посіла восьме місце у тій же конференції, друга команда конференції — із сьомою, і так далі. В усіх раундах плей-оф переможець кожної пари визначався в серії ігор, яка тривала до чотирьох перемог однієї з команд.
Чемпіони кожної з конференцій, що визначалися на стадії плей-оф, для визначення чемпіона НБА зустрічалися між собою у Фіналі, що складався із серії ігор до чотирьох перемог.

## Регулярний сезон
Регулярний сезон тривав з 29 жовтня 2013 – 16 квітня 2014, найкращий результат по його завершенні мали «Сан-Антоніо Сперс».

### Підсумкові таблиці за дивізіонами
| Атлантичний дивізіон          | В  | П  | %П   | Відст | Дом   | Гост  | Див  | І  |
| ----------------------------- | -- | -- | ---- | ----- | ----- | ----- | ---- | -- |
| y-«Торонто Репторз»           | 48 | 34 | .585 | 0.0   | 26–15 | 22–19 | 11–5 | 82 |
| x-«Бруклін Нетс»              | 44 | 38 | .537 | 4.0   | 28–13 | 16–25 | 9–7  | 82 |
| «Нью-Йорк Нікс»               | 37 | 45 | .451 | 11.0  | 19–22 | 18–23 | 10–6 | 82 |
| «Бостон Селтікс»              | 25 | 57 | .305 | 23.0  | 16–25 | 9–32  | 5–11 | 82 |
| «Філадельфія Севенті-Сіксерс» | 19 | 63 | .232 | 29.0  | 10–31 | 9–32  | 5–11 | 82 |

| Південно-Східний дивізіон | В  | П  | %П   | Відст | Дом   | Гост  | Див  | І  |
| ------------------------- | -- | -- | ---- | ----- | ----- | ----- | ---- | -- |
| y-«Маямі Гіт»             | 54 | 28 | .659 | 0.0   | 32–9  | 22–19 | 12–4 | 82 |
| x-«Вашингтон Візардс»     | 44 | 38 | .537 | 10.0  | 22–19 | 22–19 | 10–6 | 82 |
| x-«Шарлотт Бобкетс»       | 43 | 39 | .524 | 11.0  | 25–16 | 18–23 | 6–10 | 82 |
| x-«Атланта Гокс»          | 38 | 44 | .463 | 16.0  | 24–17 | 14–27 | 8–8  | 82 |
| «Орландо Меджик»          | 23 | 59 | .280 | 31.0  | 19–22 | 4–37  | 4–12 | 82 |

| Центральний дивізіон | В  | П  | %П   | Відст | Дом   | Гост  | Див  | І  |
| -------------------- | -- | -- | ---- | ----- | ----- | ----- | ---- | -- |
| c-«Індіана Пейсерз»  | 56 | 26 | .683 | 0.0   | 35–6  | 21–20 | 12–4 | 82 |
| x-«Чикаго Буллз»     | 48 | 34 | .585 | 8.0   | 27–14 | 21–20 | 11–5 | 82 |
| «Клівленд Кавальєрс» | 33 | 49 | .402 | 23.0  | 19–22 | 14–27 | 7–9  | 82 |
| «Детройт Пістонс»    | 29 | 53 | .354 | 27.0  | 17–24 | 12–29 | 6–10 | 82 |
| «Мілвокі Бакс»       | 15 | 67 | .183 | 41.0  | 10–31 | 5–36  | 4–12 | 82 |

| Південно-Західний дивізіон | В  | П  | %П   | Відст | Дом   | Гост  | Див  | І  |
| -------------------------- | -- | -- | ---- | ----- | ----- | ----- | ---- | -- |
| z-«Сан-Антоніо Сперс»      | 62 | 20 | .756 | 0.0   | 32–9  | 30–11 | 12–4 | 82 |
| x-«Х'юстон Рокетс»         | 54 | 28 | .659 | 8.0   | 33–8  | 21–20 | 11–5 | 82 |
| x-«Мемфіс Ґріззліс»        | 50 | 32 | .610 | 12.0  | 27–14 | 23–18 | 4–12 | 82 |
| x-«Даллас Маверікс»        | 49 | 33 | .598 | 13.0  | 26–15 | 23–18 | 9–7  | 82 |
| «Нью-Орлінс Пеліканс»      | 34 | 48 | .415 | 28.0  | 22–19 | 12–29 | 4–12 | 82 |

| Північно-Західний дивізіон  | В  | П  | %П   | Відст | Дом   | Гост  | Див  | І  |
| --------------------------- | -- | -- | ---- | ----- | ----- | ----- | ---- | -- |
| y-«Оклахома-Сіті Тандер»    | 59 | 23 | .720 | 0.0   | 34–7  | 25–16 | 11–5 | 82 |
| x-«Портленд Трейл-Блейзерс» | 54 | 28 | .659 | 5.0   | 31–10 | 23–18 | 13–3 | 82 |
| «Міннесота Тімбервулвз»     | 40 | 42 | .488 | 19.0  | 24–17 | 16–25 | 7–9  | 82 |
| «Денвер Наггетс»            | 36 | 46 | .439 | 23.0  | 22–19 | 14–27 | 5–11 | 82 |
| «Юта Джаз»                  | 25 | 57 | .305 | 34.0  | 16–25 | 9–32  | 4–12 | 82 |

| Тихоокеанський дивізіон   | В  | П  | %П   | Відст | Дом   | Гост  | Див  | І  |
| ------------------------- | -- | -- | ---- | ----- | ----- | ----- | ---- | -- |
| y-«Лос-Анджелес Кліпперс» | 57 | 25 | .695 | 0.0   | 34–7  | 23–18 | 12–4 | 82 |
| x-«Голден-Стейт Ворріорс» | 51 | 31 | .622 | 6.0   | 27–14 | 24–17 | 11–5 | 82 |
| «Фінікс Санз»             | 48 | 34 | .585 | 9.0   | 26–15 | 22–19 | 8–8  | 82 |
| «Сакраменто Кінґс»        | 28 | 54 | .341 | 29.0  | 17–24 | 11–30 | 3–13 | 82 |
| «Лос-Анджелес Лейкерс»    | 27 | 55 | .329 | 30.0  | 14–27 | 13–28 | 6–10 | 82 |

### Підсумкові таблиці за конференціями
| Східна конференція | Східна конференція            | Східна конференція | Східна конференція | Східна конференція | Східна конференція | Східна конференція |
| #                  | Команда                       | В                  | П                  | %П                 | Відст              | І                  |
| ------------------ | ----------------------------- | ------------------ | ------------------ | ------------------ | ------------------ | ------------------ |
| 1                  | c-«Індіана Пейсерз» *         | 56                 | 26                 | .683               | –                  | 82                 |
| 2                  | y-«Маямі Гіт» *               | 54                 | 28                 | .659               | 2.0                | 82                 |
| 3                  | y-«Торонто Репторз» *         | 48                 | 34                 | .585               | 8.0                | 82                 |
| 4                  | x-«Чикаго Буллз»              | 48                 | 34                 | .585               | 8.0                | 82                 |
| 5                  | x-«Вашингтон Візардс»         | 44                 | 38                 | .537               | 12.0               | 82                 |
| 6                  | x-«Бруклін Нетс»              | 44                 | 38                 | .537               | 12.0               | 82                 |
| 7                  | x-«Шарлотт Бобкетс»           | 43                 | 39                 | .524               | 13.0               | 82                 |
| 8                  | x-«Атланта Гокс»              | 38                 | 44                 | .463               | 18.0               | 82                 |
|                    |                               |                    |                    |                    |                    |                    |
| 9                  | «Нью-Йорк Нікс»               | 37                 | 45                 | .451               | 19.0               | 82                 |
| 10                 | «Клівленд Кавальєрс»          | 33                 | 49                 | .402               | 23.0               | 82                 |
| 11                 | «Детройт Пістонс»             | 29                 | 53                 | .354               | 27.0               | 82                 |
| 12                 | «Бостон Селтікс»              | 25                 | 57                 | .305               | 31.0               | 82                 |
| 13                 | «Орландо Меджик»              | 23                 | 59                 | .280               | 33.0               | 82                 |
| 14                 | «Філадельфія Севенті-Сіксерс» | 19                 | 63                 | .232               | 37.0               | 82                 |
| 15                 | «Мілвокі Бакс»                | 15                 | 67                 | .183               | 41.0               | 82                 |

| Західна конференція | Західна конференція         | Західна конференція | Західна конференція | Західна конференція | Західна конференція | Західна конференція |
| #                   | Команда                     | В                   | П                   | %П                  | Відст               | І                   |
| ------------------- | --------------------------- | ------------------- | ------------------- | ------------------- | ------------------- | ------------------- |
| 1                   | z-«Сан-Антоніо Сперс» *     | 62                  | 20                  | .756                | –                   | 82                  |
| 2                   | y-«Оклахома-Сіті Тандер» *  | 59                  | 23                  | .720                | 3.0                 | 82                  |
| 3                   | y-«Лос-Анджелес Кліпперс» * | 57                  | 25                  | .695                | 5.0                 | 82                  |
| 4                   | x-«Х'юстон Рокетс»          | 54                  | 28                  | .659                | 8.0                 | 82                  |
| 5                   | x-«Портленд Трейл-Блейзерс» | 54                  | 28                  | .659                | 8.0                 | 82                  |
| 6                   | x-«Голден-Стейт Ворріорс»   | 51                  | 31                  | .622                | 11.0                | 82                  |
| 7                   | x-«Мемфіс Ґріззліс»         | 50                  | 32                  | .610                | 12.0                | 82                  |
| 8                   | x-«Даллас Маверікс»         | 49                  | 33                  | .598                | 13.0                | 82                  |
|                     |                             |                     |                     |                     |                     |                     |
| 9                   | «Фінікс Санз»               | 48                  | 34                  | .585                | 14.0                | 82                  |
| 10                  | «Міннесота Тімбервулвз»     | 40                  | 42                  | .488                | 22.0                | 82                  |
| 11                  | «Денвер Наггетс»            | 36                  | 46                  | .439                | 26.0                | 82                  |
| 12                  | «Нью-Орлінс Пеліканс»       | 34                  | 48                  | .415                | 28.0                | 82                  |
| 13                  | «Сакраменто Кінґс»          | 28                  | 54                  | .341                | 34.0                | 82                  |
| 14                  | «Лос-Анджелес Лейкерс»      | 27                  | 55                  | .329                | 35.0                | 82                  |
| 15                  | «Юта Джаз»                  | 25                  | 57                  | .305                | 37.0                | 82                  |

Легенда:
- z – Найкраща команда регулярного сезону НБА
- c – Найкраща команда конференції
- y – Переможець дивізіону
- x – Учасник плей-оф

## Плей-оф
Переможці пар плей-оф позначені жирним. Цифри перед назвою команди відповідають її позиції у підсумковій турнірній таблиці регулярного сезону конференції. Цифри після назви команди відповідають кількості її перемог у відповідному раунді плей-оф. Курсивом позначені команди, які мали перевагу власного майданчику (принаймні потенційно могли провести більшість ігор серії вдома).
|  | Перший раунд        | Перший раунд              | Перший раунд              |   |                          | Півфінали конференції    | Півфінали конференції | Півфінали конференції |  |    | Фінали конференції   | Фінали конференції | Фінали конференції |  |    | Фінал НБА    | Фінал НБА | Фінал НБА |
|  |                     |                           |                           |   |                          |                          |                       |                       |  |    |                      |                    |                    |  |    |              |           |           |
|  | E1                  | «Індіана Пейсерз»*        | 4                         |   |                          |                          |                       |                       |  |    |                      |                    |                    |  |    |              |           |           |
|  | E8                  | «Атланта Гокс»            | 3                         |   |                          |                          |                       |                       |  |    |                      |                    |                    |  |    |              |           |           |
|  | E8                  | «Атланта Гокс»            | 3                         |   | E1                       | «Індіана Пейсерз»*       | 4                     |                       |  |    |                      |                    |                    |  |    |              |           |           |
|  |                     |                           |                           |   | E1                       | «Індіана Пейсерз»*       | 4                     |                       |  |    |                      |                    |                    |  |    |              |           |           |
|  |                     | E5                        | «Вашингтон»               | 2 |                          |                          |                       |                       |  |    |                      |                    |                    |  |    |              |           |           |
|  | E4                  | E5                        | «Вашингтон»               | 2 | «Чикаго Буллз»           | 1                        |                       |                       |  |    |                      |                    |                    |  |    |              |           |           |
|  | E4                  |                           |                           |   | «Чикаго Буллз»           | 1                        |                       |                       |  |    |                      |                    |                    |  |    |              |           |           |
|  | E5                  | «Вашингтон»               | 4                         |   |                          |                          |                       |                       |  |    |                      |                    |                    |  |    |              |           |           |
|  | E5                  | «Вашингтон»               | 4                         |   |                          |                          |                       |                       |  | E1 | «Індіана Пейсерз»*   | 2                  |                    |  |    |              |           |           |
|  | Східна конференція  |                           |                           |   |                          |                          |                       |                       |  | E1 | «Індіана Пейсерз»*   | 2                  |                    |  |    |              |           |           |
|  |                     | E2                        | «Маямі Гіт»*              | 4 |                          |                          |                       |                       |  |    |                      |                    |                    |  |    |              |           |           |
|  | E3                  | E2                        | «Маямі Гіт»*              | 4 | «Торонто Репторз»*       | 3                        |                       |                       |  |    |                      |                    |                    |  |    |              |           |           |
|  | E3                  |                           |                           |   | «Торонто Репторз»*       | 3                        |                       |                       |  |    |                      |                    |                    |  |    |              |           |           |
|  | E6                  | «Бруклін Нетс»            | 4                         |   |                          |                          |                       |                       |  |    |                      |                    |                    |  |    |              |           |           |
|  | E6                  | «Бруклін Нетс»            | 4                         |   | E6                       | «Бруклін Нетс»           | 1                     |                       |  |    |                      |                    |                    |  |    |              |           |           |
|  |                     |                           |                           |   | E6                       | «Бруклін Нетс»           | 1                     |                       |  |    |                      |                    |                    |  |    |              |           |           |
|  |                     | E2                        | «Маямі Гіт»*              | 4 |                          |                          |                       |                       |  |    |                      |                    |                    |  |    |              |           |           |
|  | E2                  | E2                        | «Маямі Гіт»*              | 4 | «Маямі Гіт»*             | 4                        |                       |                       |  |    |                      |                    |                    |  |    |              |           |           |
|  | E2                  |                           |                           |   | «Маямі Гіт»*             | 4                        |                       |                       |  |    |                      |                    |                    |  |    |              |           |           |
|  | E7                  | «Шарлотт Бобкетс»         | 0                         |   |                          |                          |                       |                       |  |    |                      |                    |                    |  |    |              |           |           |
|  | E7                  | «Шарлотт Бобкетс»         | 0                         |   |                          |                          |                       |                       |  |    |                      |                    |                    |  | E2 | «Маямі Гіт»* | 1         |           |
|  |                     |                           |                           |   |                          |                          |                       |                       |  |    |                      |                    |                    |  | E2 | «Маямі Гіт»* | 1         |           |
|  |                     | W1                        | «Сан-Антоніо Сперс»*      | 4 |                          |                          |                       |                       |  |    |                      |                    |                    |  |    |              |           |           |
|  | W1                  | W1                        | «Сан-Антоніо Сперс»*      | 4 | «Сан-Антоніо Сперс»*     | 4                        |                       |                       |  |    |                      |                    |                    |  |    |              |           |           |
|  | W1                  |                           |                           |   | «Сан-Антоніо Сперс»*     | 4                        |                       |                       |  |    |                      |                    |                    |  |    |              |           |           |
|  | W8                  | «Даллас Маверікс»         | 3                         |   |                          |                          |                       |                       |  |    |                      |                    |                    |  |    |              |           |           |
|  | W8                  | «Даллас Маверікс»         | 3                         |   | W1                       | «Сан-Антоніо Сперс»*     | 4                     |                       |  |    |                      |                    |                    |  |    |              |           |           |
|  |                     |                           |                           |   | W1                       | «Сан-Антоніо Сперс»*     | 4                     |                       |  |    |                      |                    |                    |  |    |              |           |           |
|  |                     | W5                        | «Портленд Трейл-Блейзерс» | 1 |                          |                          |                       |                       |  |    |                      |                    |                    |  |    |              |           |           |
|  | W4                  | W5                        | «Портленд Трейл-Блейзерс» | 1 | «Х'юстон Рокетс»         | 2                        |                       |                       |  |    |                      |                    |                    |  |    |              |           |           |
|  | W4                  |                           |                           |   | «Х'юстон Рокетс»         | 2                        |                       |                       |  |    |                      |                    |                    |  |    |              |           |           |
|  | W5                  | «Портленд Трейл-Блейзерс» | 4                         |   |                          |                          |                       |                       |  |    |                      |                    |                    |  |    |              |           |           |
|  | W5                  | «Портленд Трейл-Блейзерс» | 4                         |   |                          |                          |                       |                       |  | W1 | «Сан-Антоніо Сперс»* | 4                  |                    |  |    |              |           |           |
|  | Західна конференція |                           |                           |   |                          |                          |                       |                       |  | W1 | «Сан-Антоніо Сперс»* | 4                  |                    |  |    |              |           |           |
|  |                     | W2                        | «Оклахома-Сіті Тандер»*   | 2 |                          |                          |                       |                       |  |    |                      |                    |                    |  |    |              |           |           |
|  | W3                  | W2                        | «Оклахома-Сіті Тандер»*   | 2 | «Лос-Анджелес Кліпперс»* | 4                        |                       |                       |  |    |                      |                    |                    |  |    |              |           |           |
|  | W3                  |                           |                           |   | «Лос-Анджелес Кліпперс»* | 4                        |                       |                       |  |    |                      |                    |                    |  |    |              |           |           |
|  | W6                  | «Голден-Стейт Ворріорс»   | 3                         |   |                          |                          |                       |                       |  |    |                      |                    |                    |  |    |              |           |           |
|  | W6                  | «Голден-Стейт Ворріорс»   | 3                         |   | W3                       | «Лос-Анджелес Кліпперс»* | 2                     |                       |  |    |                      |                    |                    |  |    |              |           |           |
|  |                     |                           |                           |   | W3                       | «Лос-Анджелес Кліпперс»* | 2                     |                       |  |    |                      |                    |                    |  |    |              |           |           |
|  |                     | W2                        | «Оклахома-Сіті Тандер»*   | 4 |                          |                          |                       |                       |  |    |                      |                    |                    |  |    |              |           |           |
|  | W2                  | W2                        | «Оклахома-Сіті Тандер»*   | 4 | «Оклахома-Сіті Тандер»*  | 4                        |                       |                       |  |    |                      |                    |                    |  |    |              |           |           |
|  | W2                  |                           |                           |   | «Оклахома-Сіті Тандер»*  | 4                        |                       |                       |  |    |                      |                    |                    |  |    |              |           |           |
|  | W7                  | «Мемфіс Ґріззліс»         | 3                         |   |                          |                          |                       |                       |  |    |                      |                    |                    |  |    |              |           |           |

* — переможці дивізіонів.

## Статистика

### Лідери за індивідуальними статистичними показниками
| Показник                    | Гравець         | Команда                 | Результатs |
| --------------------------- | --------------- | ----------------------- | ---------- |
| Очки за гру                 | Кевін Дюрант    | «Оклахома-Сіті Тандер»  | 32.0       |
| Підбирання за гру           | Деандре Джордан | «Лос-Анджелес Кліпперс» | 13.6       |
| Передачі за гру             | Кріс Пол        | «Лос-Анджелес Кліпперс» | 10.7       |
| Перехоплення за гру         | Кріс Пол        | «Лос-Анджелес Кліпперс» | 2.48       |
| Блокування за гру           | Ентоні Девіс    | «Нью-Орлінс Пеліканс»   | 2.82       |
| Втрати за гру               | Стефен Каррі    | «Голден-Стейт Ворріорс» | 3.8        |
| Порушення правил за гру     | Демаркус Казінс | «Сакраменто Кінґс»      | 3.8        |
| Хвилини за гру              | Кармело Ентоні  | «Нью-Йорк Нікс»         | 38.7       |
| % влучань з гри             | Деандре Джордан | «Лос-Анджелес Кліпперс» | 67.6%      |
| % влучань штрафних кидків   | Браян Робертс   | «Нью-Орлінс Пеліканс»   | 94.0%      |
| % влучань 3-очкових кидків  | Кайл Корвер     | «Атланта Гокс»          | 47.2%      |
| Рейтинг ефективності гравця | Кевін Дюрант    | «Оклахома-Сіті Тандер»  | 29.9       |
| Дабл-дабли                  | Кевін Лав       | «Міннесота Тімбервулвз» | 65         |
| Трипл-дабли                 | Ленс Стівенсон  | «Індіана Пейсерз»       | 5          |

### Рекорди за гру
| Показник     | Гравець              | Команда                       | Результатs |
| ------------ | -------------------- | ----------------------------- | ---------- |
| Очки         | Кармело Ентоні       | «Нью-Йорк Нікс»               | 62         |
| Підбирання   | Тимофій Мозгов       | «Денвер Наггетс»              | 29         |
| Передачі     | Брендон Дженнінгс    | «Детройт Пістонс»             | 18         |
| Передачі     | Раджон Рондо         | «Бостон Селтікс»              | 18         |
| Перехоплення | Майкл Картер-Вільямс | «Філадельфія Севенті-Сіксерс» | 9          |
| Блокування   | Ентоні Девіс         | «Нью-Орлінс Пеліканс»         | 9          |
| Блокування   | Деандре Джордан      | «Лос-Анджелес Кліпперс»       | 9          |
| Триочкові    | Терренс Росс         | «Торонто Репторз»             | 10         |
| Триочкові    | Джо Джонсон          | «Бруклін Нетс»                | 10         |
| Триочкові    | Сі Джей Майлз        | «Клівленд Кавальєрс»          | 10         |
| Триочкові    | Чендлер Парсонс      | «Х'юстон Рокетс»              | 10         |
| Триочкові    | Тревор Аріза         | «Вашингтон Візардс»           | 10         |
| Триочкові    | Джей Ар Сміт         | «Нью-Йорк Нікс»               | 10         |

### Команди-лідери за статистичними показниками
| Показник                   | Команда                       | Результатs |
| -------------------------- | ----------------------------- | ---------- |
| Очки за гру                | «Лос-Анджелес Кліпперс»       | 107.9      |
| Підбирання за гру          | «Портленд Трейл-Блейзерс»     | 46.4       |
| Передачі за гру            | «Сан-Антоніо Сперс»           | 25.2       |
| Перехоплення за гру        | «Філадельфія Севенті-Сіксерс» | 9.3        |
| Блокування за гру          | «Нью-Орлінс Пеліканс»         | 6.4        |
| Втрати за гру              | «Філадельфія Севенті-Сіксерс» | 16.9       |
| Порушення правил за гру    | «Денвер Наггетс»              | 23.0       |
| % влучань з гри            | «Маямі Гіт»                   | 50.1%      |
| % влучань штрафних кидків  | «Портленд Трейл-Блейзерс»     | 81.5%      |
| % влучань 3-очкових кидків | «Сан-Антоніо Сперс»           | 39.7%      |
| +/-                        | «Сан-Антоніо Сперс»           | 7.7        |

## Нагороди НБА

### Щорічні нагороди
- Найцінніший гравець: Кевін Дюрант, «Оклахома-Сіті Тандер»[1]
- Найкращий захисний гравець: Джоакім Ноа, «Чикаго Буллз»[2]
- Новачок року: Майкл Картер-Вільямс, «Філадельфія Севенті-Сіксерс»[3]
- Найкращий шостий гравець: Джамал Кроуфорд, «Лос-Анджелес Кліпперс»[4]
- Найбільш прогресуючий гравець: Горан Драгич, «Фінікс Санз»[5]
- Тренер року: Грегг Попович, «Сан-Антоніо Сперс»[6]
- Менеджер року: Роберт Кантербері Буфорд, «Сан-Антоніо Сперс»[7]
- Приз за спортивну поведінку: Майк Конлі, «Мемфіс Ґріззліс»[8]
- Нагорода Дж. Волтера Кеннеді: Луол Денг, «Клівленд Кавальєрс»[9]
- Нагорода найкращому одноклубнику імені Тваймена-Стоукса: Шейн Батьєр, «Маямі Гіт»[10]

| - Перша збірна всіх зірок: - F Кевін Дюрант, «Оклахома-Сіті Тандер» - F Леброн Джеймс, «Маямі Гіт» - C Джоакім Ноа, «Чикаго Буллз» - G Джеймс Гарден, «Х'юстон Рокетс» - G Кріс Пол, «Лос-Анджелес Кліпперс» | - Друга збірна всіх зірок: - F Блейк Остін Гріффін, «Лос-Анджелес Кліпперс» - F Кевін Лав, «Міннесота Тімбервулвз» - C Двайт Говард, «Х'юстон Рокетс» - G Стефен Каррі, «Голден-Стейт Ворріорс» - G Тоні Паркер, «Сан-Антоніо Сперс» | - Третя збірна всіх зірок: - F Пол Джордж, «Індіана Пейсерз» - F Ламаркус Олдрідж, «Портленд Трейл-Блейзерс» - C Ел Джефферсон, «Шарлотт Бобкетс» - G Горан Драгич, «Фінікс Санз» - G Дем'єн Ліллард, «Портленд Трейл-Блейзерс» |

| - Перша збірна всіх зірок захисту: - F Пол Джордж, «Індіана Пейсерз» - F Серж Ібака, «Оклахома-Сіті Тандер» - C Джоакім Ноа, «Чикаго Буллз» - G Андре Ігуодала, «Голден-Стейт Ворріорс» - G Кріс Пол, «Лос-Анджелес Кліпперс» | - Друга збірна всіх зірок захисту: - F Каві Леонард, «Сан-Антоніо Сперс» - F Леброн Джеймс, «Маямі Гіт» - C Рой Гібберт, «Індіана Пейсерз» - G Джиммі Батлер, «Чикаго Буллз» - G Патрік Беверлі, «Х'юстон Рокетс» |

| - Перша збірна новачків: - Майкл Картер-Вільямс, «Філадельфія Севенті-Сіксерс» - Віктор Оладіпо, «Орландо Меджик» - Трей Берк, «Юта Джаз» - Мейсон Пламлі, «Бруклін Нетс» - Тім Гардавей (молодший), «Нью-Йорк Нікс» | - Друга збірна новачків: - Келлі Олійник, «Бостон Селтікс» - Янніс Адетокумбо, «Мілвокі Бакс» - Горгі Дьєнг, «Міннесота Тімбервулвз» - Коді Зеллер, «Шарлотт Бобкетс» - Стівен Адамс, «Оклахома-Сіті Тандер» |

### Гравець тижня
| Тиждень                     | Східна конференція                                         | Західна конференція                                | Прим.  |
| --------------------------- | ---------------------------------------------------------- | -------------------------------------------------- | ------ |
| 29 жовтня – 3 листопада     | Майкл Картер-Вільямс («Філадельфія Севенті-Сіксерс») (1/1) | Кевін Лав («Міннесота Тімбервулвз») (1/2)          | [ 14 ] |
| 4 листопада – 10 листопада  | Пол Джордж («Індіана Пейсерз») (1/2)                       | Маркіфф Морріс («Фінікс Санз») (1/1)               | [ 15 ] |
| 11 листопада – 17 листопада | Леброн Джеймс («Маямі Гіт») (1/2)                          | Блейк Остін («Лос-Анджелес Кліпперс») (1/3)        | [ 16 ] |
| 18 листопада – 24 листопада | Джон Волл («Вашингтон Візардс») (1/2)                      | Ламаркус Олдрідж («Портленд Трейл-Блейзерс») (1/3) | [ 17 ] |
| 25 листопада – 1 грудня     | Леброн Джеймс («Маямі Гіт») (2/2)                          | Кевін Дюрант («Оклахома-Сіті Тандер») (1/6)        | [ 18 ] |
| 2 грудня – 8 грудня         | Джордан Кроуфорд («Бостон Селтікс») (1/1)                  | Ламаркус Олдрідж («Портленд Трейл-Блейзерс») (2/3) | [ 19 ] |
| 9 грудня – 15 грудня        | Кайрі Ірвінг («Клівленд Кавальєрс») (1/1)                  | Ламаркус Олдрідж («Портленд Трейл-Блейзерс») (3/3) | [ 20 ] |
| 16 грудня – 22 грудня       | Двейн Вейд («Маямі Гіт») (1/1)                             | Блейк Остін («Лос-Анджелес Кліпперс») (2/3)        | [ 21 ] |
| 23 грудня – 29 грудня       | Кріс Бош («Маямі Гіт») (1/1)                               | Кевін Дюрант («Оклахома-Сіті Тандер») (2/6)        | [ 22 ] |
| 30 грудня – 5 січня         | Таддеус Янг («Філадельфія Севенті-Сіксерс») (1/1)          | Девід Лі («Голден-Стейт Ворріорс») (1/1)           | [ 23 ] |
| 6 січня – 12 січня          | Кармело Ентоні («Нью-Йорк Нікс») (1/2)                     | Демаркус Казінс («Сакраменто Кінґс») (1/1)         | [ 24 ] |
| 13 січня – 19 січня         | Пол Джордж («Індіана Пейсерз») (2/2)                       | Кевін Дюрант («Оклахома-Сіті Тандер») (3/6)        | [ 25 ] |
| 20 січня – 26 січня         | Пол Міллсап («Атланта Гокс») (1/1)                         | Кевін Дюрант («Оклахома-Сіті Тандер») (4/6)        | [ 26 ] |
| 27 січня – 2 лютого         | Кайл Лаурі («Торонто Репторз») (1/1)                       | Горан Драгич («Фінікс Санз») (1/1)                 | [ 27 ] |
| 3 лютого – 9 лютого         | Джаред Саллінджер («Бостон Селтікс») (1/1)                 | Кевін Дюрант («Оклахома-Сіті Тандер») (5/6)        | [ 28 ] |
| 18 лютого – 23 лютого       | Кемба Вокер («Шарлотт Бобкетс») (1/1)                      | Кевін Лав («Міннесота Тімбервулвз») (2/2)          | [ 29 ] |
| 24 лютого – 2 березня       | Джон Волл («Вашингтон Візардс») (2/2)                      | Джеймс Гарден («Х'юстон Рокетс») (1/2)             | [ 30 ] |
| 3 березня – 9 березня       | Кармело Ентоні («Нью-Йорк Нікс») (2/2)                     | Джеймс Гарден («Х'юстон Рокетс») (2/2)             | [ 31 ] |
| 10 березня – 16 березня     | Ел Джефферсон («Шарлотт Бобкетс») (1/2)                    | Блейк Остін («Лос-Анджелес Кліпперс») (3/3)        | [ 32 ] |
| 17 березня – 23 березня     | Джо Джонсон («Бруклін Нетс») (1/1)                         | Кевін Дюрант («Оклахома-Сіті Тандер») (6/6)        | [ 33 ] |
| 24 березня – 30 березня     | Никола Вучевич («Орландо Меджик») (1/1)                    | Тім Данкан («Сан-Антоніо Сперс») (1/1)             | [ 34 ] |
| 31 березня – 6 квітня       | Ел Джефферсон («Шарлотт Бобкетс») (2/2)                    | Дірк Новіцкі («Даллас Маверікс») (1/1)             | [ 35 ] |
| 7 квітня – 13 квітня        | Джефф Тіг («Атланта Гокс») (1/1)                           | Монта Елліс («Даллас Маверікс») (1/1)              | [ 36 ] |

### Гравець місяця
| Місяць             | Східна конференція                      | Західна конференція                          | Прим.  |
| ------------------ | --------------------------------------- | -------------------------------------------- | ------ |
| жовтень – листопад | Пол Джордж («Індіана Пейсерз») (1/1)    | Кевін Дюрант («Оклахома-Сіті Тандер») (1/4)  | [ 37 ] |
| грудень            | Леброн Джеймс («Маямі Гіт») (1/2)       | Кевін Дюрант («Оклахома-Сіті Тандер») (2/4)  | [ 38 ] |
| січень             | Кармело Ентоні («Нью-Йорк Нікс») (1/1)  | Кевін Дюрант («Оклахома-Сіті Тандер») (3/4)  | [ 39 ] |
| лютий              | Леброн Джеймс («Маямі Гіт») (2/2)       | Блейк Остін («Лос-Анджелес Кліпперс») (1/1)  | [ 40 ] |
| березень           | Ел Джефферсон («Шарлотт Бобкетс») (1/2) | Кевін Дюрант («Оклахома-Сіті Тандер») (4/4)  | [ 41 ] |
| квітень            | Ел Джефферсон («Шарлотт Бобкетс») (2/2) | Стефен Каррі («Голден-Стейт Ворріорс») (1/1) | [ 42 ] |

### Новачок місяця
| Місяць             | Східна конференція                                         | Західна конференція                         | Прим.  |
| ------------------ | ---------------------------------------------------------- | ------------------------------------------- | ------ |
| жовтень – листопад | Майкл Картер-Вільямс («Філадельфія Севенті-Сіксерс») (1/4) | Бен Маклемор («Сакраменто Кінґс») (1/1)     | [ 43 ] |
| грудень            | Віктор Оладіпо («Орландо Меджик») (1/2)                    | Трей Берк («Юта Джаз») (1/3)                | [ 44 ] |
| січень             | Майкл Картер-Вільямс («Філадельфія Севенті-Сіксерс») (2/4) | Трей Берк («Юта Джаз») (2/3)                | [ 45 ] |
| лютий              | Віктор Оладіпо («Орландо Меджик») (2/2)                    | Нік Калатес («Мемфіс Ґріззліс») (1/1)       | [ 46 ] |
| березень           | Майкл Картер-Вільямс («Філадельфія Севенті-Сіксерс») (3/4) | Горгі Дьєнг («Міннесота Тімбервулвз») (1/1) | [ 47 ] |
| квітень            | Майкл Картер-Вільямс («Філадельфія Севенті-Сіксерс») (4/4) | Трей Берк («Юта Джаз») (3/3)                | [ 48 ] |

### Тренер місяця
| Місяць             | Східна конференція                      | Західна конференція                            | Прим.  |
| ------------------ | --------------------------------------- | ---------------------------------------------- | ------ |
| жовтень – листопад | Френк Вогель («Індіана Пейсерз») (1/1)  | Террі Стоттс («Портленд Трейл-Блейзерс») (1/1) | [ 49 ] |
| грудень            | Двейн Кейсі («Торонто Репторз») (1/1)   | Джефф Горнасек («Фінікс Санз») (1/1)           | [ 50 ] |
| січень             | Джейсон Кідд («Бруклін Нетс») (1/2)     | Девід Яйгер («Мемфіс Ґріззліс») (1/2)          | [ 51 ] |
| лютий              | Ерік Споулстра («Маямі Гіт») (1/1)      | Кевін Макейл («Х'юстон Рокетс») (1/1)          | [ 52 ] |
| березень           | Джейсон Кідд («Бруклін Нетс») (2/2)     | Грегг Попович («Сан-Антоніо Сперс») (1/1)      | [ 53 ] |
| квітень            | Стів Кліффорд («Шарлотт Бобкетс») (1/1) | Девід Яйгер («Мемфіс Ґріззліс») (2/2)          | [ 54 ] |